# Nikolai Wladimirowitsch Russki

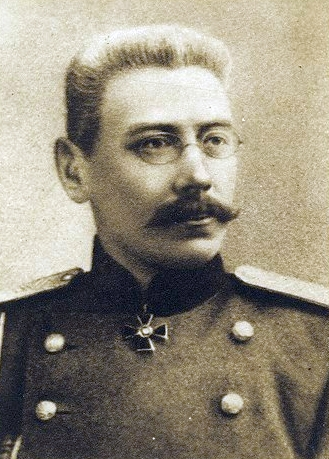
General Russki

Nikolai Wladimirowitsch Russki (russisch Николай Владимирович Рузский; wissenschaftliche Transliteration Nikolaj Vladimirovič Ruzskij, * 6.jul. / 18. März 1854greg. 1854; † 18. Oktober 1918 in Pjatigorsk) war ein General der russischen Armee.

## Leben
Russki war von 1896 bis 1902 stellvertretender Stabschef des Kiewer Militärbezirks und während des Russisch-Japanischen Krieges Stabschef der 2. mandschurischen Armee. Zwischen 6. Oktober 1906 und 31. Januar 1909 war der Kommandierende des XXI. Armee-Korps, am 29. März 1909 wurde er zum General der Infanterie ernannt.
Zu Beginn des Ersten Weltkriegs wurde er am 19. Juli 1914 zum Oberbefehlshaber der 3. Armee ernannt, welche der Südwest-Front unter Oberbefehl des General der Artillerie Nikolai Iwanow in Galizien unterstand. Er besiegte Anfang September die österreichisch-ungarische 3. Armee unter General Rudolf von Brudermann an der Gnila Lipa, brach in der Schlacht von Rawa Ruska auf Lemberg durch und konnte die Stadt besetzen.
Am 3. September 1914 übernahm er nach der Niederlage bei Tannenberg anstelle von General Jakow Schilinski die Führung der Nordwest-Front. Er hielt dem Angriff der deutschen 8. Armee in der Schlacht an den Masuren stand und bereitete eine neue Invasion Ostpreußens vor. Mitte Oktober konnte er zusammen mit dem Oberkommandierenden Nikolai Nikolajewitsch und den Armeen der Südwestfront den Angriff Hindenburgs beim Feldzug an die Weichsel stoppen und die Deutschen im westlichen Vorfeld von Warschau erfolgreich zurückschlagen. Im November 1914 leitete er die Verteidigung Polens gegen den neuerlichen Angriff der deutschen 9. Armee in der Schlacht von Lodz. Anfang Dezember 1914 musste er nach weiteren deutschen Angriffen in Richtung auf Łowicz die Stadt Łódź aufgeben. Nachdem er im Februar 1915 in der Winterschlacht an den Masuren abermals auf die Linie Lyck-Augustów zurückgedrängt wurde, wurde er am 17. März 1915 durch General der Infanterie Michail Alexejew ersetzt.

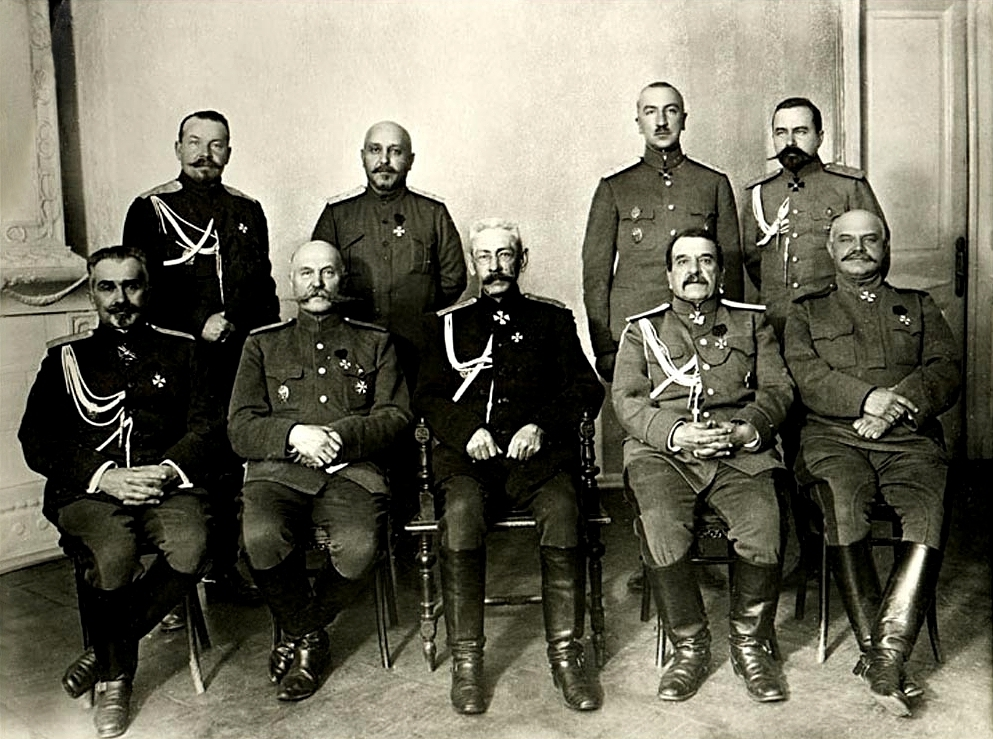
Russki (Mitte) als Oberbefehlshaber der Nordfront

Russki übernahm darauf zwischen 30. Juni bis zum 18. August 1915 den Oberbefehl der im Baltikum zum Schutze von Petrograd stehenden 6. Armee. 
Am 18. August 1915 übernahm er zum Schutze Rigas und der bedrohten Dünalinie erstmals den Oberbefehl der neugebildeten Nordfront, bereits am 6. Dezember wurde er wieder durch General Plehwe ersetzt. Im folgenden Jahr 1916 löste er wiederum am 1. August General Alexei Kuropatkin ab und übernahm noch einmal bis zum 25. April 1917 die Führung der Nordfront. Während der Februarrevolution 1917 übte Russki in seinem Hauptquartier in Pskow, wo der Kaiserliche Zug angehalten wurde, maßgeblichen Druck auf Zar Nikolaus II. aus, zurückzutreten. Im September 1918 wurde er von der Roten Armee im Nordkaukasus als Geisel gefangen genommen und von den Bolschewiki gemeinsam mit dem ehemaligen Armeebefehlshaber Radko Dimitriew ermordet.